# Каролина Датская
Каролина Датская ((дат. Caroline af Danmark), 28 октября 1793, Кристиансборг, Копенгаген, Дания — 31 марта 1881, там же) — старшая дочь короля Дании и Норвегии Фредерика VI и Марии Софии Гессен-Кассельской, из династии Ольденбургов, супруга наследного принца датского Фердинанда.

## Ранняя жизнь

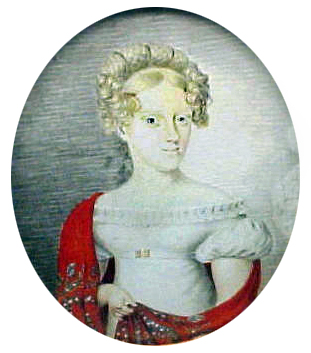
Каролина Датская, 1820-е.

Принцесса Каролина Датская родилась 28 октября 1793 года во дворце Кристиансборг в Копенгагене. Её отец наследный принц Дании и Норвегии Фредерик, сын короля Кристиана VII и Каролины Матильды Великобританской, мать — Мария София Гессен-Кассельская, дочь Карла, ландграфа Гессен-Кассельского и Луизы Датской и Норвежской. Супруги приходились друг другу двоюродными братом и сестрой. Дед принцессы по отцовской линии был психически неуравновешенным и, начиная с 1784 года отец Каролины выступал регентом при короле.
Рождение здоровой девочки было большой радостью для родителей, так как двое детей, родившиеся до неё, умерли в младенчестве. После Каролины в семье родилось ещё пятеро детей, но выжила лишь одна дочь, Вильгельмина, будущая кронпринцесса Датская, во-втором браке герцогиня Шлезвиг-Гольштейнская.
Через четыре месяца после рождения принцессы, 26 февраля 1794 года дворец Кристиансборг был уничтожен пожаром. Семье пришлось переехать во дворец Амалиенборг, где она и провела своё детство. Летом проживали во дворце Фредериксберг. В 1808 году король Кристиан скончался, отец Каролины взошел на престол Дании и Норвегии. Каролина с детства была очень близка со своим отцом. Ей было дано широкое, но не слишком тщательное и глубокое образование. Принцессу описывали как красивую и талантливую. Она встречалась с Хансом Кристианом Андерсеном в 1822 году и была очень заинтересована в его сочинениях.

## Брак

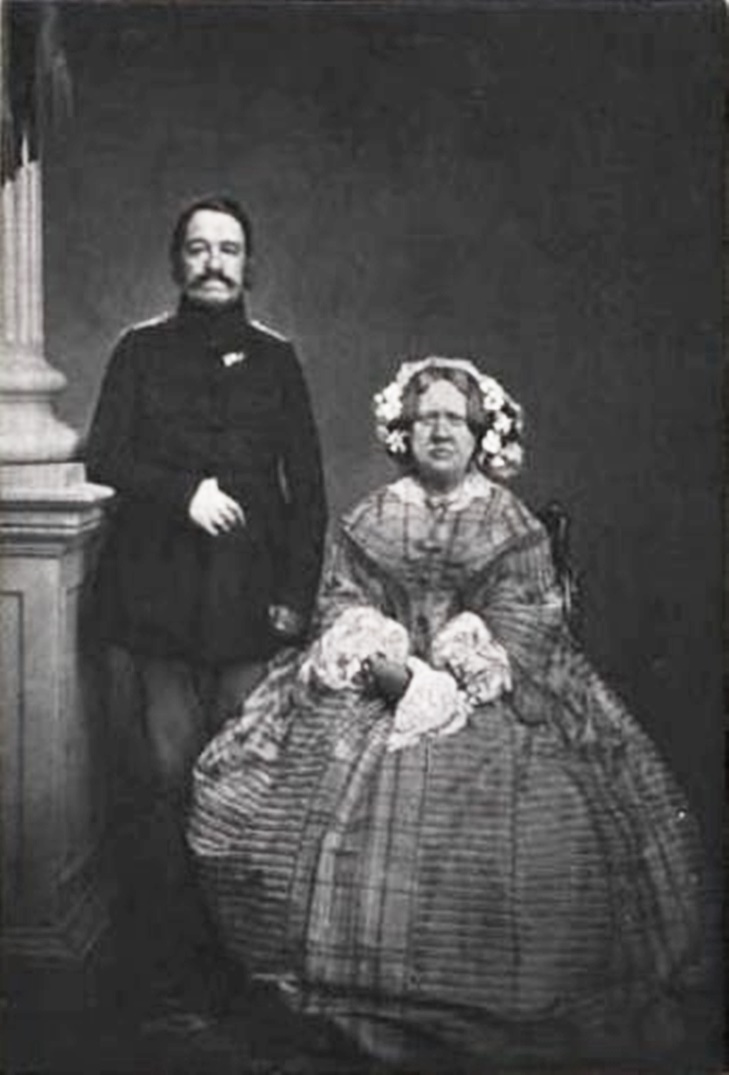
Каролина вместе с супругом, 1863 год.

У короля Фредерика и королевы Марии Софии сыновей так и не родилось. Каролина и её сестра Вильгельмина не могли наследовать престол ввиду действия салического закона, не дающего право женщине стать правящей королевой. Но, несмотря на это, Каролину часто называли Кронпринцессой до её замужества, как старшего ребёнка короля. В 1810 году император Франции Наполеон I предложил отцу Каролины выдать его старшую дочь за наследника Шведского королевства Кронпринца Карла Густава. Король Дании не одобрял этот союз, но все же начал переговоры со шведской стороной, но внезапно кронпринц скончался. Среди женихов принцессы числился и принц Вильгельм, герцог Кларенс, будущий король Великобритании Вильгельм IV. В 1812 году Каролина была обручена со своим дядей Кристианом Гессен-Кассельским, но тот умер в 1814 году, не дожив до свадьбы. 1 августа 1829 года принцесса Каролина наконец вышла замуж. Её мужем стал принц Фердинанд Датский, приходившийся ей двоюродным дядей. На момент свадьбы он был третьим в линии наследования трона. Брак был несчастливым, детей в нём не родилось.
В 1830 году Каролина понесла большие ожоги из-за пожара в её комнате. Её лицо было изуродовано, половина волос на голове выгорело. В 1858 году принцесса снова перенесла подобное, тогда у неё сгорела рука и плечи.

## Последующая жизнь

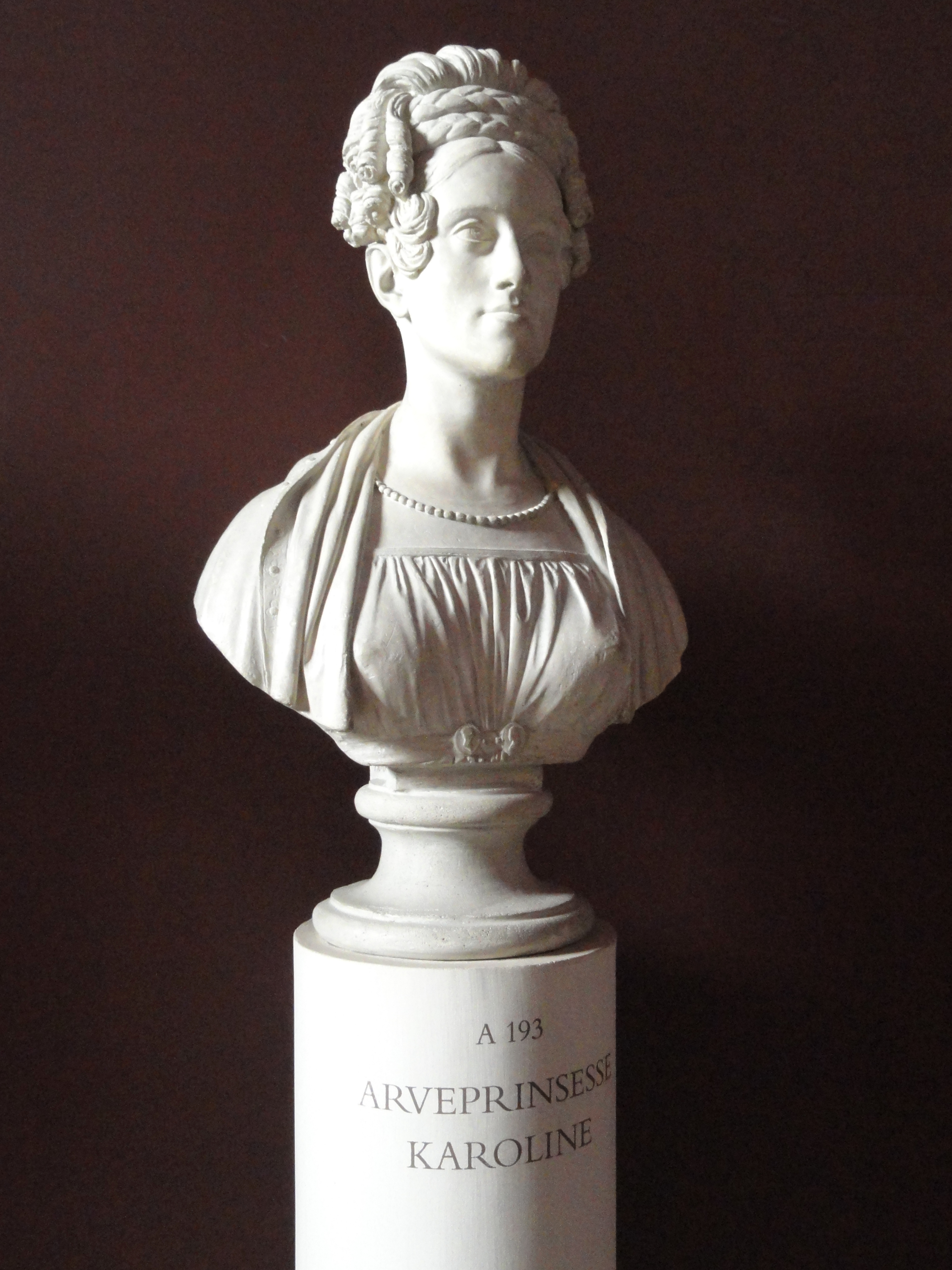
Бюст принцессы Каролины работы Бертеля Торвальдсена.

После смерти короля Кристиана VIII в 1848 году, Фердинанд, супруг Каролины, стал первым в очереди на престол Дании, получив титул «Наследного принца Датского». Каролина официально стала «Кронпринцессой». Королевой ей стать не довелось. Наследный принц Фердинанд умер в 1863 году незадолго до смерти короля Фредерика VII. Новым королём после него стал Кристиан IX из династии Глюксбургов, которые правят Данией до сих пор.
Каролина до смерти супруга проживала с ним во дворце Bernstorffske Palæ, не играла никакой роли при королевском дворе. С супругом у неё наладились тёплые отношения. В 1853 году, когда в Копенгагене была эпидемия холеры, принцесса Каролина и её муж не покинули столицы, всячески помогали больным, чем снискали большую любовь граждан. Каролина очень гордилась своей страной, и говорила, что никогда её не покинет. Её описывали как натуру сдержанную, пунктуальную и верную.
После смерти супруга жила уединенно. Она оплатила все его долги. В последние годы жизни была практически глухой. Умерла 31 марта 1881 года в Копенгагене.